# 瓦拉查山
14°52′14″S 69°4′40″W / 14.87056°S 69.07778°W
瓦拉查山（Waracha），是玻利維亞的山峰，位於該國西部拉巴斯省的弗朗茨塔馬約省，處於哈查瓦拉查山以東和卡拉普薩山東北面，屬於安第斯山脈中阿波洛班巴山脈的一部分，海拔高度5,419米。